# ホンモノの伊東一家は海外嫌い!?
ホンモノの伊東一家は海外嫌い!?（ホンモノのいとういっかはかいがいぎらい）シリーズは、テレビ朝日で2001年より2010年まで年1回ペースで日曜夕方に放送されていた単発特別番組の名称。番組では毎年海外ロケが敢行されており、通年は1月前後にかけて行われるが、2007年は2月、2008年は夏前に放送され、2009年は放送がなかった。

## 概要
文字通り、伊東四朗一家が海外旅行を楽しむ番組。『伊東家の食卓』（日本テレビ系）のいわばセルフパロディのようなタイトルであるが、番組設定上の疑似家族だった同番組とことなり、こちらに関しては本当の伊東一家が出演しており、主に父・四朗と次男・孝明による珍道中を中心に番組を進めるというものである。
パロディ元となった『伊東家の食卓』同番組は2007年3月で終了したが、この企画は2010年まで年1回ペースで引き続き放送された。
なお当番組はイーストが制作していて、本家『伊東家の食卓』スタッフは全く関与していない。

## 放送時間
- 毎年1回、日曜日の夕方に放送。

原則として15:30-17:25（関東地区では日曜ワイド枠）、第8回などは14:00-15:25（サンデープレゼント枠）に放送。前者で放送される場合はローカルセールス枠という事情から、地方によっては放送日時が異なったり、未放送の場合もあった。

## 主な出演者
- 伊東四朗（父）
- 伊東孝明（次男）

ナレーター　
- 乱一世

## 放送履歴
1. 2001年1月7日
  - 放送内容：オーストラリアでラフティング、ジャングル探検など。
2. 2002年1月6日
  - 放送内容：ニュージーランドで氷河への大飛行、洞窟探検で大パニックなど。
3. 2003年1月5日『ホンモノの伊東一家は海外嫌い!? 伊東四朗・貴明の南イタリア爆笑珍道中』
  - 放送内容：グラディエーターに挑戦、ナポリタン対決など。
4. 2004年1月4日（15:30-17:25）『ホンモノの伊東一家は海外嫌い!? 伊東四朗・貴明のオーストラリア爆笑大横断!! エアーズロック～パース～メルボルン』
  - 放送内容：イルカツアー、4WDで荒野を爆走、F1コース走破ほか。
5. 2005年1月9日（15:30-17:25）『ホンモノの伊東一家は海外嫌い!? こんどはハワイですから～』
  - 放送内容：孝明がハワイ通の友人から情報を集めて作った究極のハワイランキングベスト10を回る。
6. 2006年1月22日（15:30-17:25）『ホンモノの伊東一家は海外嫌い!? 極寒のカナダでオーロラと年越しだ!』
  - 放送内容：伊東父子がカナダを珍道中。オーロラを見ながら年越しのほか、極寒のロッキー山脈での犬ぞり体験など。
7. 2007年2月18日（15:30-17:25）『ホンモノの伊東一家は海外嫌い!? 今年は楽園タヒチですよ。』
  - 放送内容：「将来ここに住みたいか」をテーマに、伊東父子がタヒチで休日を堪能。
8. 2008年7月13日（14:00-15:25）『ホンモノの伊東一家は海外嫌い!? スペイン ヨーロッパ 縦断の旅』
  - 放送内容：闘牛にガウディにイベリコ豚!世界遺産とグルメの珍道中
9. 2010年1月24日（15:30-17:25）『ホンモノの伊東一家は海外嫌い!? 神秘の楽園 バリ島で幸運の伝説を探せ!』
  - 放送内容：東南アジア・バリ島で神秘体験。父・四朗が72歳でサーフィンに挑戦。

## スタッフ
- 構成：杉山王郎
- 撮影技術：スパイラルビジョン（小谷野貴樹ほか）
- 編集技術：クロースタジオ、ヌーベルバーグ（石井謙作・岩成伸）
- 選曲効果：岩下康洋（サウンドエッグノッグ]）
- 演出：菊池計理（イースト）
- プロデューサー：蓮実一隆（テレビ朝日、第4回まで）→内山聖子（テレビ朝日、第5回以降）、高橋京子（イースト）
- 企画協力：オルテ企画
- 制作：テレビ朝日、イースト